# 1924 County Championship
Navigation
Édition précédente Édition suivante
Le 1924 County Championship fut le trente-et-unième County Championship. Le Yorkshire a remporté son treizième titre de champion et pour la troisième année consécutive
Les classements finaux étaient toujours décidés en calculant le pourcentage de points gagnés par rapport aux points possibles disponibles, mais les points pour une victoire lors des matchs marqués des premières manches revenaient à trois points et dans un match perdu à un point. Les matchs Warwicks vs Notts, Surrey vs Essex, Leics vs Surrey, Somerset contre Essex et Glamorgan contre Somerset ont tous été abandonnés sans qu’un ballon ait été joué.

## Classement
| Équipe           | Pld | W  | L  | DWF | DLF | T | NR | Pts | %Fin  |
| ---------------- | --- | -- | -- | --- | --- | - | -- | --- | ----- |
| Yorkshire        | 30  | 16 | 3  | 2   | 2   | 0 | 7  | 88  | 76.52 |
| Middlesex        | 22  | 11 | 3  | 4   | 2   | 0 | 2  | 69  | 69.00 |
| Surrey           | 24  | 9  | 1  | 6   | 4   | 0 | 4  | 67  | 67.00 |
| Lancashire       | 30  | 11 | 2  | 6   | 6   | 0 | 5  | 79  | 63.20 |
| Kent             | 28  | 12 | 4  | 5   | 4   | 1 | 2  | 81  | 62.30 |
| Gloucestershire  | 26  | 9  | 7  | 6   | 1   | 0 | 3  | 64  | 55.65 |
| Nottinghamshire  | 27  | 9  | 3  | 4   | 7   | 0 | 4  | 64  | 55.65 |
| Somerset         | 22  | 9  | 7  | 1   | 2   | 1 | 2  | 52  | 52.00 |
| Warwickshire     | 25  | 7  | 6  | 2   | 5   | 0 | 5  | 46  | 46.00 |
| Sussex           | 26  | 7  | 12 | 5   | 1   | 0 | 1  | 51  | 40.80 |
| Leicestershire   | 25  | 7  | 12 | 4   | 2   | 0 | 0  | 49  | 39.20 |
| Hampshire        | 28  | 5  | 9  | 4   | 6   | 0 | 4  | 43  | 35.83 |
| Glamorgan        | 21  | 5  | 11 | 3   | 1   | 0 | 1  | 35  | 35.00 |
| Worcestershire   | 24  | 4  | 11 | 3   | 5   | 0 | 1  | 34  | 29.56 |
| Essex            | 26  | 2  | 12 | 4   | 5   | 0 | 3  | 27  | 23.47 |
| Northamptonshire | 22  | 2  | 9  | 0   | 6   | 0 | 5  | 16  | 18.82 |
| Derbyshire       | 22  | 0  | 13 | 4   | 4   | 0 | 3  | 16  | 15.23 |